# Географија Казахстана
Казахстан се налази у централној Азији (са 14% површине земље у источној Европи). Са површином од око 2.724.900 km² Казахстан је више него двоструко већи од остале четири централноазијске државе и 60% већи од Аљаске. Земља се на југу граничи са Туркменистаном, Узбекистаном и Киргистаном; са Русијом на северу; са Русијом и Каспијским језером на западу; и са кинеском аутономном области Синђанг Ујгур на истоку.

## Топографија и водотоци
У Казахстану постоје значајне топографске варијације. Највиша тачка је врх планине Кан Тенгри, на граници Киргистана у ланцу Тјен Шан, са надморском висином од 7.010 м изнад нивоа мора; најнижа тачка је дно депресије Карагије на 132 м испод нивоа мора, у провинцији Мангистау источно од Каспијског језера. Већина земље се налази између 200 - 300 м изнад нивоа мора, а каспијска обала Казахстана укључује неке од најнижих надморских висина на Земљи. Врх Кан Тенгри у планинама Тјен Шан (и на граници са Киргистаном и Кином) је највиша висина Казахстана на 6.995 м (7.010 м са леденом капом).
Многи врхови Алтајских планина и Тјен Шана покривени су снегом током целе године, а отицање са њих је извор за већину слатководних река, потока и језера у Казахстану. У казахстанској области Алмати налази се планинска висораван Минзхилки.
Осим река Тобол, Ишим и Иртиш (казашки називи су Тобил, Есил и Ертис), чији делови теку кроз Казахстан, све реке и потоци Казахстана су део система без излаза на море. Оне се или уливају у изоловане водене површине као што је Каспијско језеро или једноставно нестају у степама и пустињама централног и јужног Казахстана. Многе реке, потоци и језера су сезонски, а лети испаравају. Три највеће водене површине су језеро Балхаш, делимично слатко, делимично слано језеро на истоку, близу Алматија, Каспијског и Аралског језера, која се делимично налазе у Казахстану.
Око 9,4 одсто земље Казахстана чине мешовите прерије и шуме или прерије без дрвећа, првенствено на северу или у сливу реке Урал на западу. Више од три четвртине земље, укључујући цео запад и већи део југа, је или полупустиња (33,2 одсто) или пустиња (44 одсто). Терен у овим регионима је огољен, еродиран, брдовит, са пешчаним динама у пустињама Кизилкум („Црвени песак“), Мојункум и Барсуки, које заузимају јужно - централни Казахстан.

## Клима
Клима у Казахстану је континентална, можда мало сушна. У лето просечне температуре су више од 30 °C (86 °F), а зими просечно −20 °C (−4,0 °F).
Климатски графикони у наставку су неки вредни пажње примери различитих климатских услова у земљи, узети из два супротна града (са одговарајућим табелама) који представљају два различита дела земље; Актау и обала Каспијског мора на западу земље имају изражену хладну пустињску климу и хладну полусушну климу, док Петропавл карактерише клима типична за остатак земље; екстремна варијација влажне континенталне климе познате по неуједначеној расподели падавина и драстичним температурним распонима између годишњих доба.

Упркос релативно ниским стопама падавина у земљи и сушној географији (барем у већини њених делова), пролећне поплаве које повремено могу бити изазване обилним падавинама и отапањем снега, нису необичне у северним и централним регионима земље. У априлу 2017, након зиме у којој је количина снега премашила просек за 60 одсто, јаке кише су изазвале велику штету и привремено раселиле хиљаде људи.
| Локација  | јул ( °C) | јул (°Ф) | јануар ( °C) | јануар (°Ф) |
| --------- | --------- | -------- | ------------ | ----------- |
| Алмати    | 30/18     | 86/64    | 0/−8         | 33/17       |
| Шимкент   | 32/17     | 91/66    | 4/−4         | 39/23       |
| Караганди | 27/14     | 80/57    | −8/−17       | 16/1        |
| Астана    | 27/15     | 80/59    | −10/−18      | 14/−1       |
| Павлодар  | 28/15     | 82/59    | −11/−20      | 12/−5       |
| Актобе    | 30/15     | 86/61    | −8/−16       | 17/2        |

## Еколошки проблеми
Животна средина Казахстана је тешко оштећена људским активностима. Већина вода у Казахстану је загађена индустријским отпадним водама, остацима пестицида и ђубрива, а на неким местима и радиоактивним елементима. Највидљивија штета нанета је Аралском језеру, које је још 1970-их било веће од било ког Великог језера Северне Америке, осим језера Горње. Језеро је почело брзо да се смањује када је нагло повећано наводњавање и други захтеви на јединим значајним притокама, Сир Дарји и Аму Дарји (која стиже до Арала из суседног Узбекистана); све је то елиминисало прилив. Током совјетске ере, Казахстан је добијао воду из Таџикистана и Киргистана, а Узбекистан, Туркменистан и Казахстан су заузврат обезбеђивали нафту и гас за ове две земље. Међутим, након распада СССР-а овај систем је пропао и није постојао план да се овај систем замени. Према истраживању које је спровела Међународна кризна група, мало је политичке воље да се овај проблем реши упркос потреби Централне Азије за међусобном дељењем ресурса. До 1993. године Аралско језеро је изгубило око 60 процената своје запремине, у процесу разбијања на три неповезана сегмента. Повећани салинитет и смањено станиште убили су рибе Аралског језера, чиме су уништили његову некада активну рибарску индустрију, а повлачење обале одвело је бившу луку Араљск више од седамдесет километара од ивице воде. Исцрпљивање ове велике водене површине повећало је температурне варијације у региону, што је заузврат утицало на пољопривреду. Много већи утицај на пољопривреду, међутим, долази од тла пуног соли и пестицида за које се зна да их ветар носи чак до планина Хималаја и Тихог океана. Таложење овог јако сланог земљишта на оближњим пољима их ефикасно стерилише. Докази сугеришу да соли, пестициди и остаци хемијских ђубрива такође негативно утичу на људски живот око некадашњег Аралског језера; смртност новорођенчади у региону приближава се 10 процената у поређењу са националном стопом од 2,7 процената из 1991. године.
Насупрот томе, ниво воде Каспијског језера стално расте од 1978. године из разлога које научници нису могли у потпуности да објасне. На северном крају језера поплављено је више од 10.000 квадратних километара земљишта у покрајини Атирау. Експерти процењују да би, ако се садашње стопе раста наставе, приморски град Атирау, осамдесет осам других насељених центара и многа каспијска нафтна поља у Казахстану ускоро могли бити потопљени.
Ерозија ветра је захватила и северне и централне делове републике због увођења широког узгоја пшенице на сувом земљишту. Током 1950-их и 1960-их, много земље је изгубљено када су огромни делови казахстанских прерија преорани у оквиру Хрушчовљевог пољопривредног пројекта Девичанских земаља. До средине 1990-их, процењује се да је 60 процената републичких пашњака било у различитим фазама дезертификације.
Индустријско загађење је већа брига у казахстанским производним градовима, где старе фабрике избацују огромне количине нефилтрираних загађивача у ваздух и подземне воде. Бивша престоница, Алмати, посебно је угрожена, делом због процвата приватног власништва аутомобила након стицања независности.
Највећа еколошка претња Казахстану долази од радијације, посебно у региону Семеј на североистоку, где је Совјетски Савез тестирао скоро 500 комада нуклеарног оружја, од којих 116 изнад земље. Често су такви тестови спроведени без евакуације или чак упозоравања локалног становништва. Иако су нуклеарна тестирања обустављена 1990. године, сматра се да су тровање радијацијом, урођени дефекти, тешка анемија и леукемија врло чести у овој области.
Са неким упадљивим изузецима, усмени говор је био примарни званични одговор на еколошке проблеме Казахстана. У фебруару 1989, противљење совјетском нуклеарном тестирању и његовим лошим последицама у Казахстану довело је до стварања једног од највећих и најутицајнијих покрета у републици, Невада-Семипалатинск, који је основао казашки песник и јавна личност Олжас Сулејменов. У првој недељи постојања покрета, Невада-Семипалатинск је прикупио више од два милиона потписа Казахстанаца свих етничких група у петицији Михаилу Горбачову са захтевом да се прекину нуклеарна тестирања у Казахстану. Након годину дана демонстрација и протеста, забрана тестирања ступила је на снагу 1990. године. Остао је на снази 1996. године, иако је 1995. најмање једна неексплодирана направа, како се извештава, још увек била на положају у близини Семеја.
Када је његов главни еколошки циљ постигнут, Невада-Семипалатинск је направио разне покушаје да се прошири у општији политички покрет. Веома мала зелена странка, Табигат, направила је заједнички циљ са политичком опозицијом у парламенту 1994. године.
Влада је успоставила Министарство за екологију и биоресурсе, са посебном управом за радиоекологију, али програми министарства су недовољно финансирани и имају низак приоритет. У 1994. години само 23 процента буџетских средстава је заправо додељено еколошким програмима. Одржавају се многи званични састанци и конференције (више од 300 је било посвећено само проблему Аралског језера), али је мало практичних програма почело са радом. Године 1994. Светска банка, Међународни монетарни фонд (ММФ) и Агенција за заштиту животне средине Сједињених Држава пристали су да дају Казахстану 62 милиона долара како би помогли земљи да превазиђе еколошке проблеме.
Природне опасности

Земљотреси на југу, и клизишта блата око Алматија

Животна средина — актуелна питања

Радиоактивна или токсична хемијска места повезана са некадашњом одбрамбеном индустријом и полигонима за тестирање налазе се широм земље и представљају ризик по здравље људи и животиња; индустријско загађење је озбиљно у неким градовима; јер су две главне реке које су се уливале у Аралско језеро преусмерене на наводњавање, оно пресушује и оставља за собом штетни слој хемијских пестицида и природних соли; ове супстанце затим подиже ветар и разноси их у штетне прашне олује; изазива загађење у Каспијском мору; загађење земљишта услед прекомерне употребе пољопривредних хемикалија и заслањивања услед лоше инфраструктуре и расипних пракси наводњавања

Животна средина—међународни споразуми
- Страна у споразумима везаним за: биодиверзитет, климатске промене, дезертификација, угрожене врсте, заштита озонског омотача, загађење са бродова (МАРПОЛ 73/78)
- Потписано, али није ратификовано: климатске промене – Кјото протокол

## Област и границе
Према проценама The World Factbook:
Подручје
- Укупно: 2.724.900 km²
- Земљиште: 2.699.700 km²
- Вода: 25.200 km²

Границе државе
- Укупно: 13.364 км
- Пограничне земље: Народна Република Кина (на југоистоку) 1.765 км, Киргистан (југоисточно) 1.212 км, Русија (на северу) 7.644 км, Туркменистан (на југозападу) 413 км, Узбекистан (на југу) 2.330 км.

Морска обала

0 км; земља нема излаз на море, али се граничи са Каспијским језером (1.894 км).
Екстреми надморске висине
- Најнижа тачка: Впадина Каунди - 132 м
- Највиша тачка: Кан Тангири Шинги (Врх Кан -Тенгри) 6.995 м

## Коришћење земљишта
Према проценама The World Factbook:
Пољопривредно земљиште 77,4% (2011)
- Обрадиво земљиште: 8,9%
- Трајни усеви: 0%
- Трајни пашњаци: 68,5%
- Шуме: 1,2%
- Остало: 21,4%

Наводњавано земљиште (2012)
- 20.660 km²

## Водни ресурси
Укупни обновљиви водни ресурси
- 107,5 км³ (2011)

Захватање слатке воде (домаћинства/индустрија/пољопривреда)
- Укупно: 21,14 км³ /год (4%/30%/66%)
- По глави становника: 1.304 м³ /год (2010.)